# Delivermail
Delivermail je v informatice historický program pro operační systém Unix pro přepravu elektronické pošty v síti ARPANET, předchůdci Internetu.
V roce 1979, kdy se delivermail objevil jako součást systémů 4.0BSD a 4.1BSD, používala síť ARPANET ještě Network Control Protocol (NCP) jako protokol síťové vrstvy a pro přepravu e-mailů se používal File Transfer Protocol (FTP) navržený pro přenos souborů. Po přechodu na protokoly TCP/IP v roce 1982 se pro přepravu elektronické pošty začal používat specializovaný Simple Mail Transfer Protocol (SMTP) a pro směrování pošty se postupně přešlo na Domain Name System (DNS) a vývojem programu delivermail vznikl v roce 1983 program sendmail.